# Cape Woolamai
Cape Woolamai (1 234 habitants) est un village sur Phillip Island dans le Gippsland une région de Victoria en Australie.